# 熊本電気鉄道1000形電車
熊本電気鉄道1000形電車（くまもとでんきてつどう1000がたでんしゃ）は、熊本電気鉄道が2022年（令和4年）より導入した電車。

## 概要
元静岡鉄道1000形の譲渡を受け、2022年3月27日から運用開始した。
2024年5月現在、2編成4両が在籍する。

## 変更点
熊本電気鉄道線の架線電圧は直流600Vなので、種車の供給源となる他社線に多い1500Vの車両を導入する場合、降圧をはじめとした各種改造が必要となる。1000形は直流600V電源で軌間も同じであり、走り装置にはあまり手を加えず導入できた。ワンハンドルマスコンもそのままである。
静岡鉄道での形式番号をそのまま使用しており、熊本電鉄の他形式同様レシップ製液晶ディスプレイ・運賃箱、整理券発行機、後方確認用のミラー、発車ベル等のワンマン運転に必要な整備を行った。
客室内では各車両車端部3位側の3人掛けシートが廃され車椅子スペースを編成中二ヶ所に設け、扉開閉時用のドアチャイムが追加された。
車輛正面の行先表示器は白色LED式に変更され、左右の客用扉のうち四ヶ所に01形と同様のサイドボードを設置、静岡鉄道時代車体側面にあった種別表示灯は撤去されている。
静岡鉄道時代の電子笛・ミュージックホーンは改造時に撤去されている。

## 編成別概説

### 運用中車両
1009編成
2021年2月に静岡鉄道での運行を終えた1009編成（1009＋1509）が7月に運び出され、西鉄筑紫車両基地（筑紫工場）にて改造を受けた。2022年2月1日未明に北熊本の車両基地に搬入されたのち試運転を実施、同年3月27日から静岡鉄道時代のカラーで運用を開始した。
1012編成
2023年2月に静岡鉄道で運行を終えた1012編成（1012＋1512）が熊本電鉄に譲渡を発表、同年8月に譲渡
。2024年2月6日未明に北熊本駅に陸送で到着し、4月12日夕方の便から運用入りした。
外装は、静岡鉄道の1011号車をイメージしたカラーリングとなっている。
編成表
| ← 御代志藤崎宮前/上熊本 → |      |                          |
| Mc                        | Tc   | 種車の 車体製造 メーカー |
| 1009                      | 1509 | 東急車輛製造             |
| 1012                      | 1512 | 東急車両製造             |